# Leonhard Möckl
Leonhard Möckl (* 27. Januar 1989 in München) ist ein deutscher Biophysiker und Glykobiologe. Er ist seit 2024 ordentlicher Professor für Nano-optische Bildgebung an der Friedrich-Alexander-Universität Erlangen-Nürnberg.

## Leben
Leonhard Möckl studierte Chemie und Biochemie an der Ludwig-Maximilians-Universität München. Er promovierte 2015 mit einer Arbeit über die Rolle der Glycocalyx in der Organisation von Membranproteinen. Im Jahr 2016 wechselte er in das Labor von W. E. Moerner an der Stanford University. Im Jahr 2020 wurde Möckl Gruppenleiter am Max-Planck-Institut für die Physik des Lichts. Im Jahr 2024 wurde er auf den Lehrstuhl für Nano-optische Bildgebung an der Friedrich-Alexander-Universität Erlangen-Nürnberg berufen.

## Forschungsschwerpunkte
Möckl forscht zu superhochauflösender Mikroskopie, der Rolle der Glykokalyx in der Biologie sowie zur Wissenschaftsphilosophie.

## Schriften
- The Sweet Side of the Membrane – Sugars in Biophysics, Bacterial Adhesion, and siRNA Delivery. Dissertation, München, Ludwig-Maximilians-Universität, 2015. urn:nbn:de:bvb:19-202986